# Matías Acevedo
Matías Damián Acevedo (Lanús, Argentina, 9 de febrero de 2008) es un futbolista argentino que juega como centrocampista en el Racing Club de la Primera División de Argentina.

## Trayectoria
Nacido en Lanús, provincia de Buenos Aires, comenzó su carrera futbolística a los cuatro años en las categorías inferiores del Racing Club. Firmó su primer contrato profesional con el club en 2024. El 22 de septiembre de 2024 debutó como profesional, ingresando como suplente de Agustín Urzi en la derrota 0-2 ante Talleres de Córdoba.

## Estadísticas

### Clubes
Actualizado al último partido disputado el 22 de septiembre de 2024.
| Club                  | Div.          | Temporada     | Liga  | Liga  | Liga   | Copas nacionales | Copas nacionales | Copas nacionales | Copas internacionales | Copas internacionales | Copas internacionales | Total | Total | Total  |
| Club                  | Div.          | Temporada     | Part. | Goles | Asist. | Part.            | Goles            | Asist.           | Part.                 | Goles                 | Asist.                | Part. | Goles | Asist. |
| --------------------- | ------------- | ------------- | ----- | ----- | ------ | ---------------- | ---------------- | ---------------- | --------------------- | --------------------- | --------------------- | ----- | ----- | ------ |
| Racing Club Argentina | 1.ª           | 2024          | 1     | 0     | 0      | —                | —                | —                | —                     | —                     | —                     | 1     | 0     | 0      |
| Racing Club Argentina | Total club    | Total club    | 1     | 0     | 0      | 0                | 0                | 0                | 0                     | 0                     | 0                     | 1     | 0     | 0      |
| Total carrera         | Total carrera | Total carrera | 1     | 0     | 0      | 0                | 0                | 0                | 0                     | 0                     | 0                     | 1     | 0     | 0      |